# صناعة اللب والورق

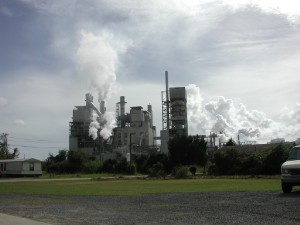
شركة الورق العالمية هي أكبر شركة في العالم لصناعة اللب والورق.

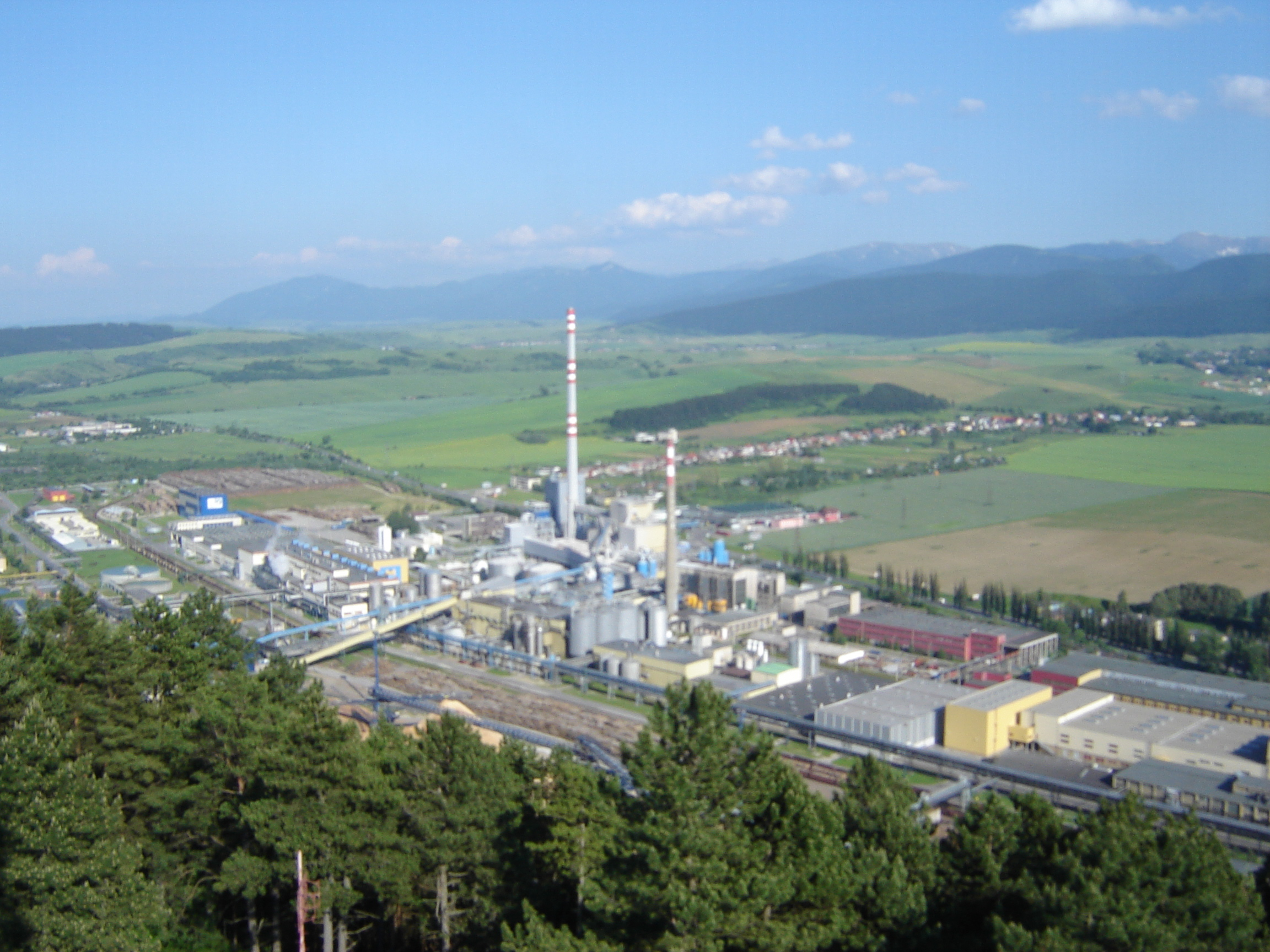
مطحنة ورق في روجومبيروك، سلوفاكيا.

تضم صناعة اللب والورق الشركات التي تستخدم الخشب كمادة خام لإنتاج لب الورق، والورق، والورق المقوى وغيرها من المنتجات المعتمدة علي السليلوز.
هذه الصناعة التي تهيمن عليها أمريكا الشمالية (الولايات المتحدة وكندا)، وشمال أوروبا (فنلند، والسويد، وشمال غرب روسيا) وبلدان شرق آسيا  (مثل شرق سيبيريا في روسيا، والصين، واليابان، وكوريا الجنوبية).  أستراليا والبرازيل أيضاً لهم مشاركة كبيرة في صناعة اللب والورق. الصناعة أيضاً موجودة بشكل ملحوظ في عدد من الدول الأوروبية بما فيها ألمانيا، والبرتغال، وإيطاليا، وهولندا، وبولندا، وكانت الولايات المتحدة الرائدة في العالم لإنتاج من الورق حتى تجاوزتها الصين في عام 2009.

صناعة الورق في الصين

تم انتقاد الصناعة من قبل الجماعات البيئية مثل مجلس الدفاع عن الموارد الطبيعية نتيجة  لإزالة الغابات الغير محسوب وإزالة الأشجار من الغابات كبيرة السن. هذه الصناعة تتجه إلى التوسع عالميا إلى بلدان مثل روسيا، والصين وإندونيسيا مع انخفاض الأجور وانخفاض الرقابة البيئية. وفقا لمنظمة السلام الأخضر، فإن المزارعين في أمريكا الوسطى بشكل غير قانوني يقومون بتمزيق مساحات شاسعة من الغابات الأصلية للماشية لإنتاج فول الصويا دون أي عواقب،  والشركات التي تشتري الأخشاب من أصحاب الأراضي تساهم مساهمة ضخمة  في إزالة الغابات في منطقة الأمازون المطيرة. ومن ناحية أخرى فإن الوضع مختلف تماما حيث أن نمو الغابات في ازدياد مستمر منذ عدد من السنوات. ويقدر على سبيل المثال أنه منذ عام 1990، قد نمت الغابات في أوروبا بمقدار حجم يعادل سويسرا (44,160 كم) حيث تم دعمها من خلال ممارسات إدارة حماية الغابات. في السويد على سبيل المثال عن كل شجرة يتم قطعها يتم زرع اثنين مكانها.
باعتبار أن صناعة اللب والورق يتم إستخدامها في تقنية النانو، فإنه بسهولة تعتبر الأكبر في العالم.

## الورق

إن اللب هو غذاء آلة الورق حيث يتم تشكيله مثل الورق ويتم إزالة المياه منه بطريقة الضغط والتجفيف.
الضغط على ورقة يزيل الماء منها بالقوة. مرة واحدة يتم ضغط المياه بالقوة من ورقة، ثم نوع خاص الآلات يستخدم لجمع المياه. بينما عند صنع الورق باليد، فإن نشافة ورقة يتم استخدامها بدلا من ذلك.
يتطلب التجفيف استخدام الهواء أو الحرارة لإزالة الماء من قالب الورق. في الأيام الأولى من صنع الورق، قد تم ذلك من خلال تعليق الورقة مثل الملابس المغسولة. في العصر الحديث، أشكال مختلفة من آلات التجفيف الساخنة أصبحت مستخدمة الآن.

## صناعة الورق

### تطور صناعة الورق
ظلت صناعة الورق في تطور وأخذت أهمية كبرى بخاصة بعد اختراع غوتنبرغ لأول مطبعة، وبدأ معها الاهتمام بأنواع الورق المختلفة. وبدأت التكنولوجيا الحديثة تقوم بدورها في تلك الصناعة، إلى أن أصبح الأمر الآن أكبر بكثير من مجرد أوراق للطباعة وأخرى للتغليف، وإنما أصبحت هناك أشكال وأنواع كل يؤدي دورا مختلفا على حسب المصدر الأول لاستخراجه.
فهناك الورق المأخوذ أساسًا من الأشجار الإبرية، والتي توجد عادة في المناطق الشمالية الباردة من أوروبا، وهناك أوراق تشبع بألياف السليلوز لكي تأخذ ملمس القماش ورونقه، أو لأنها تعطي مواصفات جيدة عند الطبع عليها واستخدام الأحبار المناسبة، ويكون مصدرها الأساسي القطن (ورق قطني) وأشجار الأرز ومصاص القصب.
ولم يقتصر الأمر على طرق وأنواع الورق، وإنما أصبحت هناك مواصفات أخرى أكثر دقة وتعقيدًا؛ حيث نجد أجهزة خاصة لقياس لمعان سطح الورق، وجهاز لقياس قوة ومتانة شد الورق الذي يستخدم في عمليات التغليف وأيضًا نسبة الحموضة والقلوية.

### تحضير الورق
يحضر الورق من ألياف السيليلوز التي توجد في جدران جميع الخلايا النباتية.عندما يرشح مزيج من الماء والالياف من خلال غربال أو منخل دقيق تتشابك ال ألياف بعضها مع بعض مكونة صحيفة رقيقة من الورق، وعندما تجفف الرقيقة المبتلة تنشأ روابط كيميائية بين الجزيئات في ألياف السيليلوز معطية رقيقة الورق قوتها.
يعتبر الخشب المصدر الرئيسي لألياف صناعة الورق والتغليف والتعبئة.

### دور السيليلوز
من أكثر المركبات العضوية انتشارا في الأرض، يكوّن الجدر الخلوية في النبات وله دور دعامي، يتكون السيليلوز من جزيئات بوليمرية تؤلف سلسلة غير متفرعة تتكون من تكاثف جزيئات سكر الجلوكوز التي ترتبط مع بعضها بروابط غلوكوزسيدية، وتنتظم جزيئاته في الجدار الخلوي للنبات على هيئة ألياف متوازية أحيانا ومترابطة عرضيا أحيانا أخرى مما يؤدي إلى إحداث دعامة قوية جدا، تحمي الخلية النباتية.

### تصنيع الورق آليا
هناك طريقتان لصناعة العجينة الورقية: ميكانيكية وكيميائية.
- عند صناعة الورق آليا ينظف اللحاء المستخدم باستخدام الماكينة من أجل التخلص من الغبار أو الرماد والمواد الغريبة.
- وبعد عملية التنظيف هذه، يوضع اللحاء في غلاية دائرية كبيرة حيث يغلى اللحاء والجير تحت ضغط البخار لمدة تصل إلى عدة ساعات.
- يتحد الجير مع الدهون والمواد الغريبة الأخرى الموجودة في اللحاء ليكون صابونا غير قابل للذوبان، ويمكن التخلص من هذا الصابون فيما بعد، كما أن الجير يقلل أية صبغة ملونة موجودة في المركبات الملونة.[11]
- ثم يحول اللحاء إلى ماكينة تسمى هولاندر بحيث تشكل سلسلة متصلة.
- ويمر الخليط المكون من اللحاء والمياه بين الأسطوانة ولوح القاعدة ويتحول اللحاء إلى ألياف، بحيث تمتص المياه من الحوض تاركة اللحاء والألياف خلفها.[12]
- وأثناء تدفق خليط اللحاء والمياه حول الهولاندز، يتم التخلص من القاذورات وينقع اللحاء تدريجيا حتى يتحلل تماما إلى ألياف مفردة.
- وبعد ذلك يتم إدخال اللحاء المبتل في ماكينة هولاندز فرعية من أجل فصل الألياف مرة أخرى.
- وعند هذه النقطة، تضاف مواد تلوين ومواد غراء كالصمغ ومواد حشو مثل كبريتات الجير، وذلك لزيادة حجم ووزن الورق.[13]

## تاريخ صناعة الورق
يعود الفضل في اختراع مادة الورق كما نعرفها الآن إلى الصينيين الذين أنتجوه ابتداء من القرن الأول ميلادي، وذلك انطلاقًا من سيقان نبات الخيزران (البامبو) المجوفة والخرق البالية أو شباك الصيد والقنب وعشب الصين. ويتم تحسينه باستخدام لحاء الشجر والقنب وقطع القماش حيث كانت هذه المواد تدق، بعد أن تغسل وتفقد ألوانها، في مطاحن خاصة حتى تتحول إلى عجينة طرية فتضاف إليها كمية من الماء حتى تصبح شبيهة بسائل الصابون، وبعد أن يصفَّى الخليط تؤخذ الألياف المتماسكة المتبقية بعناية لتنشر فوق لوح مسطح لتجففه حرارة الشمس. وبعد التجفيف يمكن صقل فرخ الورق المحصل عليه بعد ذلك بواسطة خليط من النشا والدقيق ويجفف من جديد. وهكذا يحصل عى ورق قابل للاستعمال.
وكان يسمى الورق الصيني في عهد الدولة العباسية الكاغد وهي كلمة دخيلة (بالفارسية: كاغذ) كما سمي صانعه (الوراق) كاغدا.
أول ماكينة ورقة آلية تم تثبيتها في مطحنة فروجمور، أبسلي، هيرتفوردشاير في عام 1803، تليها أخرى في عام 1804. هذه المواقع تعمل حاليا كمتحف.
و قد اهتدى الصناع المسلمون في عهد زياد بن صالح والي سمرقند، إلى صناعة الورق، ثم انتقلت صناعته إلى بغداد، وبلغت أفضل مرحلة لها في عهد الخليفة هارون الرشيد. ومن ثم انتشرت صناعته بسرعة فائقة في جميع انحاء العالم الإسلامي.
و قد كانت الكتابة قبل وصول الورق إلى بلاد المسلمين تتم على الكرانيف (و هي اصول السعف الغلاظ العراض اللاصقة بجذوع النخيل). وورد في كتب السيرة النبوية ان الوحي كان يكتب في عهد رسول الله (ص) على العسب (و هي اوراق السعف، وجريد النخل)، وكتبوا على الحرير والقماش، واشهرهما نسيج مصري اسمه القباطي، فكانوا يطلونه بشيء من الصمغ، ثم يصقلونه، وبعدها يكتب عليه. وقد كتبت عليه اشعار المعلقات السبع قبل الإسلام، وعلقت على استار الكعبة، كذلك كتبوا على اللخاف (و هي حجارة بيض رقاق)، وكتبوا على اوراق البردي.
و في عام 105م، تمكن الصيني (تساو لون) من إنتاج الورق من الياف النباتات ولب الاشجار، ومنذ مطلع القرن الثاني الميلادي أصبحت صناعته سراً مقدساً لا يمكن البوح به، وأصبح إنتاجه وتصديره حكراً على الدولة الصينية التي حافظت على اسراره تلك عدة عقود متتالية.
و على الرغم من ان تجار الدولة الإسلامية كانوا همزة الوصل التجارية بين الصين وبقية دول العالم الاوربية برا وبحرا، فقد نقلوا وتاجروا في العديد من المنتجات الصينية، كان من ضمنها الورق نفسه، الا انهم ظلوا على جهل تام بكيفية صنعه حتى عام 751م عندما انتصر زياد بن صالح والي سمرقند العربي على اخشيد فرغانه الذي كان يناصره ملك الصين، وتم اسر طائفة من المحاربين الصينيين كان من ضمنهم من يجيد صناعة الورق وبذلك تسرب سر عزيز وغالي من اسرار الدولة الصينية.
و سرعان ما امر والي سمرقند بإقامة مصنع للورق ومع مضي الزمن تقدمت صناعته في العالم الإسلامي حيث استعمل في صناعته الكتان والقطن بدلا من الياف النباتات مما انتج ورقا ابيضا صقيلا وجميلا وجد سوقا رائجا في مختلف أنحاء العالم الإسلامي لا سيما ان صناعته تزامنت مع الطفرة العلمية التي شاعت في سماء العالم الإسلامي والتي اضاءت ما حولها من المعالم الأخرى وقد طغى ورق سمرقند (الكاغد) الذي كان ينقل إلى العاصمة بغداد وإلى مختلف المدن الإسلامية. ومن أشهر طرق صناعة الكاغد في العصور الإسلامية ما ورد في كتاب (عمدة الكتاب وعدة ذوي الالباب) وفيه يذكر مؤلفه الأمير المعز بن باديس طريقة صناعة الكاغد من مادة القنب الابيض وطريقته:
ان ينقع القنب ويسرح حتى يلين ثم ينقع بماء الجير ويفرك باليد ويجفف، وتكرر هذه العملية ثلاثة أيام ويبدل الماء كل مرة حتى يصبح ابيض، ثم يقطع بالمقراض وينقع بالماء حتى يزول الجير منه ثم يدق في الهاون وهو ندي حتى لا يبقى فيه عقد ثم يحلل في الماء ويصبح مثل الحرير، ويصب في قوالب حسب الجحم المراد وتكون قطعة الورق مفتوحة الخيطان، فيرجع إلى القنب ويضرب شديدا ويغلى في قالب كبير بالماء ويحرك على وجهيه حتى يكون ثخينا، ثم يصب في قالب ويقلب على لوح ويلصق على الحائط حتى يجف ويسقط ويؤخذ له دقيق ناعم ونشاء في الماء البارد، ويغلى حتى يفور ويصب على الدقيق، ويحرك حتى يروق، فيطلى به الورق، ثم تلف الورقة على قصبة حتى تجف من الوجهين ثم يرش بالماء ويجفف ويصقل.
و في عام 794م تأسست في بغداد أول صناعة للورق بواسطة الوزير البرمكي يحيى بن الفضل في عهد الخليفة هارون الرشيد ومعه بدأت المرحلة الذهبية لإنتاج الورق.
و مع الورق بدأ الكتاب الإسلامي بازدياد. وأخذ التنافس عليه يشمل الخلفاء والوزراء والاغنياء والنساخ والطلاب، كما أصبح الخطاطون موضع تقدير.
و من بغداد التي كان فيها أكثر من 100 دكان لبيع الورق، كانت الكتب سرعان ما تجد طريقها إلى ابعد المدن في العالم الإسلامي. وبعد بغداد انتشرت صناعة الورق بسرعة فائقة في جميع انحاء العالم الإسلامي، فدخلت دمشق وطبرية بفلسطين وطرابلس الشام ومصر، ورغم ان سمرقند وبغداد ظلتا أكبر مركز لصناعة الورق، الا ان الورق السوري المصنوع في حماة كان من اجود أنواع الورق، اذ كان يدخر لكتابة القرآن الكريم، وللخط والزخرفة والتلوين والتذهيب، وكان يستعمل أيضا في ديوان الخلافة (ديوان الإنشاء).
و كان الورق العربي على أنواع، منها: السليماني نسبة إلى سليمان بن راشد عامل الخراج على خراسان في عهد هارون الرشيد، والطلحي نسبة إلى طلحة بن طاهر ثاني امراء بني طاهر، والنواحي نسبة إلى نوح حاكم خراسان، والجعفري نسبة إلى جعفر البرمكي، وكان مركز صناعة الورق الأولى في مدن بلنسية وشاطبة وطليطلة بالاندلس، ثم تسربت صناعته اثناء الحروب الصليبية عن طريق اسيرين فرنسيين تعلما صناعة الورق بدمشق، فلما عادا إلى بلادهما، نشرا صناعته في فرنسا، ومنها انتقل إلى جميع انحاء اوربا، فلدمشق على المدينة بأسرها الفضل الأول في تعليم هذه الصناعة للغربيين.
و يشهد لذلك ان اقدم المصانع التي انشئت لصناعته، في كل من فرنسا وإيطاليا وألمانيا، ترجع إلى اواخر القرن الثالث عشر الميلادي، اما بالنسبة إلى أوروبا الشرقية فكانت تكتفي بشرائه، على ما يشهد لذلك الوراق الدمشقي (شارتا دا ماسينا).
و يذكر ان اقدم مخطوط عربي كتب على ورق وصل الينا هو كتاب (غريب الحديث) المنسوخ عام 866 م، بينما نجد اولى الوثائق الاوربية المكتوبة على الورق كانت عبارة عن عقد للملك روجر الصقلي عام 1102 م، وآخر كتبته زوجته باليونانية والعربية. اخيرا اسهم ظهور الورق في ازدهار حركة التأليف والنشر والترجمة، ومثلت كل أنواع النشاط العقلي والفكري في سائر العلوم الدينية والتاريخية واللغوية والادبية العربية والاسلامية، وفي العلوم المنقولة أو المترجمة عن الامم الأخرى كاليونان والرومان. واضحت صورة مشرقة بهية من صور الحضارة الإسلامية. وظلت صناعة الورق ملازمة للانسان تتجدد عبر العصور، حتى يومنا هذا.

## حجم الإنتاج والمبيعات الحالي

### قائمة أهم الدول حسب إنتاج الكمية
وفقا للبيانات الإحصائية، فهذه قائمة البلدان الرئيسية المنتجة للورق والورق المقوى:
| ترتيب 2011 | البلد            | الإنتاج في 2011 (1,000 طن) | حصة 2011 | ترتيب 2010 | الإنتاج في 2010 (1,000 طن) |
| ---------- | ---------------- | -------------------------- | -------- | ---------- | -------------------------- |
| 1          | الصين            | 99,300                     | 24.9%    | 1          | 92,599                     |
| 2          | الولايات المتحدة | 75,083                     | 18.8%    | 2          | 75,849                     |
| 3          | اليابان          | 26,627                     | 6.7%     | 3          | 27,288                     |
| 4          | ألمانيا          | 22,698                     | 5.7%     | 4          | 23,122                     |
| 5          | كندا             | 12,112                     | 3.0%     | 5          | 12,787                     |
| 6          | كوريا الجنوبية   | 11,492                     | 2.9%     | 8          | 11,120                     |
| 7          | فنلندا           | 11,329                     | 2.8%     | 6          | 11,789                     |
| 8          | السويد           | 11,298                     | 2.8%     | 7          | 11,410                     |
| 9          | البرازيل         | 10,159                     | 2.5%     | 10         | 9,796                      |
| 10         | إندونيسيا        | 10,035                     | 2.5%     | 9          | 9,951                      |
|            | إجمالي العالم    | 398,975                    | 100.0%   |            | 394,244                    |

### قائمة بالشركات الرئيسية حسب كمية الإنتاج
| الترتيب | مجمةعة الشركات             | البلد            | الإنتاج في 2015 (1,000 طن) | الترتيب حسب المبيعات |
| ------- | -------------------------- | ---------------- | -------------------------- | -------------------- |
| 1       | International Paper        | الولايات المتحدة | 23315                      | 1                    |
| 2       | Nine Dragon Paper Holdings | الصين            | 12630                      | 18                   |
| 3       | WestRock                   | الولايات المتحدة | 12487                      | 4                    |
| 4       | UPM                        | فنلندا           | 9771                       | 5                    |
| 5       | Stora Enso                 | فنلندا           | 9188                       | 8                    |
| 6       | Oji Paper Company          | اليابان          | 9115                       | 3                    |
| 7       | Sappi                      | جنوب إفريقيا     | 7306                       | 15                   |
| 8       | Smurfit Kappa Group        | أيرلندا          | 7000                       | 9                    |
| 9       | DS Smith                   | المملكة المتحدة  | 6802                       | 13                   |
| 10      | Nippon Paper               | اليابان          | 6542                       | 11                   |

### قائمة حسب إجمالي المبيعات
في عام 2008 كانت أعلى 10 شركات لإنتاج وتعبئة وتغليف الورق، وفقا لتقرير من قبل برايس ووترهاوس كوبرز هم علي النحو التالي:
| الترتيب | الشركة              | البلد                 | مبيعات 2008 (US$M) | دخل 2008 (US$M) |
| ------- | ------------------- | --------------------- | ------------------ | --------------- |
| 1       | International Paper | الولايات المتحدة      | 24,829             | (1,282)         |
| 2       | Kimberly-Clark      | الولايات المتحدة      | 19,415             | 1,690           |
| 3       | SCA                 | السويد                | 16,965             | 857             |
| 4       | Stora Enso          | فنلندا                | 16,227             | (991)           |
| 5       | UPM                 | فنلندا                | 13,920             | (263)           |
| 6       | Oji Paper           | اليابان               | 12,788             | 114             |
| 7       | Nippon Unipac       | اليابان               | 11,753             | 55              |
| 8       | Smurfit Kappa       | أيرلندا               | 10,390             | (73)            |
| 9       | Metsäliitto         | فنلندا                | 9,335              | (313)           |
| 10      | Mondi Group         | إنجلترا/ جنوب أفريقيا | 9,466              | (310)           |

## وصلات خارجية
- الاتحاد الأوروبي الصناعات الورقية
- أمريكا الغابات والورق جمعية (AF&PA)
- منتجات الغابات رابطة كندا (FPAC)